# Décès en 1143
Décès
- 1139
- 1140
- 1141
- 1142
- 1143
- 1144
- 1145
- 1146
- 1147

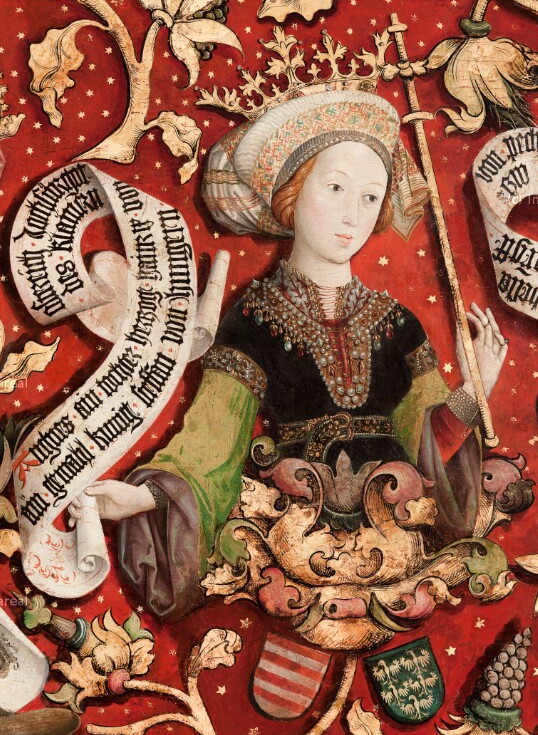
Agnès de Franconie

Cette page dresse une liste de personnalités mortes au cours de l'année 1143 :
- janvier : Léon Stypès, patriarche de Constantinople.
- 26 janvier : Ali Ben Youssef, émir Almoravide.
- peu après le 6 février : Hugues II de Bourgogne, duc de Bourgogne.
- 8 avril : Jean II Comnène, empereur byzantin.
- 24 juin : Ermesinde de Luxembourg, comtesse héritière de Luxembourg, de Namur et de Longwy.
- 24 septembre : 
  - Innocent II (Gregorio Papareschi), 164e pape de l'Église catholique romaine.
  - Agnès de Franconie, mère du roi des Romains Conrad III de Hohenstaufen, et la grand-mère de l'empereur Frédéric Barberousse.
- 10 ou 13 novembre : Foulques V d’Anjou, comte d’Anjou et du Maine, roi de Jérusalem.
- 24 décembre : Miles de Gloucester, 1er comte d'Hereford, lord de Brecknock et d'Abergavenny, shérif du Gloucestershire, et connétable d'Angleterre.

- Agnès de Garlande, comtesse de Rochefort-en-Yvelines, dame de Gournay-sur-Marne et de Gometz
- Anarawd ap Gruffydd, prince rebelle de Deheubarth.
- Gertrude de Saxe, duchesse de Saxe.
- Guillaume de Malmesbury, bibliothécaire bénédictin anglais.
- Jean de Neuville, évêque de Sées.
- Oluf II de Danemark, co-roi de Danemark.
- Zamakhshari, commentateur du Coran.

## Crédit d'auteurs
- Cet article est partiellement ou en totalité issu de l'article intitulé « 1143 » (voir la liste des auteurs).